# МТ-ЛБу

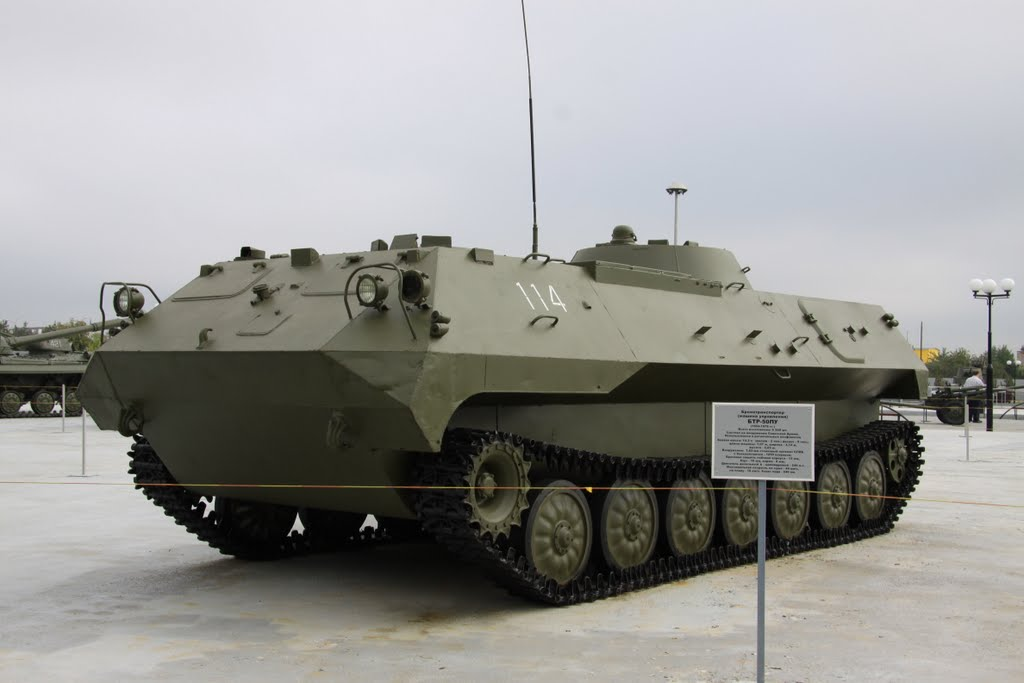
МТ-ЛБу

МТ-ЛБу (Об'єкт 10) — радянський плавучий бронетранспортер. Розроблений в кінці 1960-х років. Призначений для монтажу об'єктів військової техніки. Розрахований на експлуатацію та зберігання на відкритих майданчиках при температурі від -45 до +45 °C, в гірських умовах на висоті до 3000 м над рівнем моря. Всюдихід має високу прохідність завдяки низькому питомому тиску на ґрунт.
Демілітаризований МТ-ЛБу, призначений для встановлення різного устаткування (майстерень, лабораторій, вантажопасажирських перевезень), інших застосувань у геологічній, нафтогазопромисловій галузях і для пересування в умовах бездоріжжя.

## Модифікації та машини на її базі
- ХТЗ-10НК «Харків» — цивільний снігоболотохідний плаваючий транспортер[1]
- МТ-ЛБу-ЛПВ — російський гусеничний лісопожежний всюдихід[2]
- 1АР1 «Положення-2»
- І-52 — мінний загороджувач
- 1В13 — радянська та російська машина старшого офіцера батареї комплексу засобів автоматизованого управління вогнем самохідної артилерії.
- 1В14 — радянська та російська машина командира батареї комплексу засобів автоматизованого управління вогнем самохідної артилерії.
- 1В16 — радянська та російська командно-штабна машина артилерійського дивізіону.
- 1Л219 «Зоопарк-1» — радіолокаційний комплекс розвідки і контролю стрільби
- 2С1 «Гвоздика» — 122-мм самохідна артилерійська установка
- 9С737 «Ранжир» — уніфікований батарейний командирський пункт протиповітряної оборони сухопутних військ
- УР-77 «Метеорит» — реактивна установка розмінування
- БМП-1ЛБ — перша українська серійна БМП на шасі МТ-ЛБу, озброєна бойовим модулем з кулеметом КПВТ, що з'явилась під час російського вторгнення з 2022 року[3].